# Morsbach (Titting)
Morsbach ist ein Ortsteil des Marktes Titting im oberbayerischen Landkreis Eichstätt.

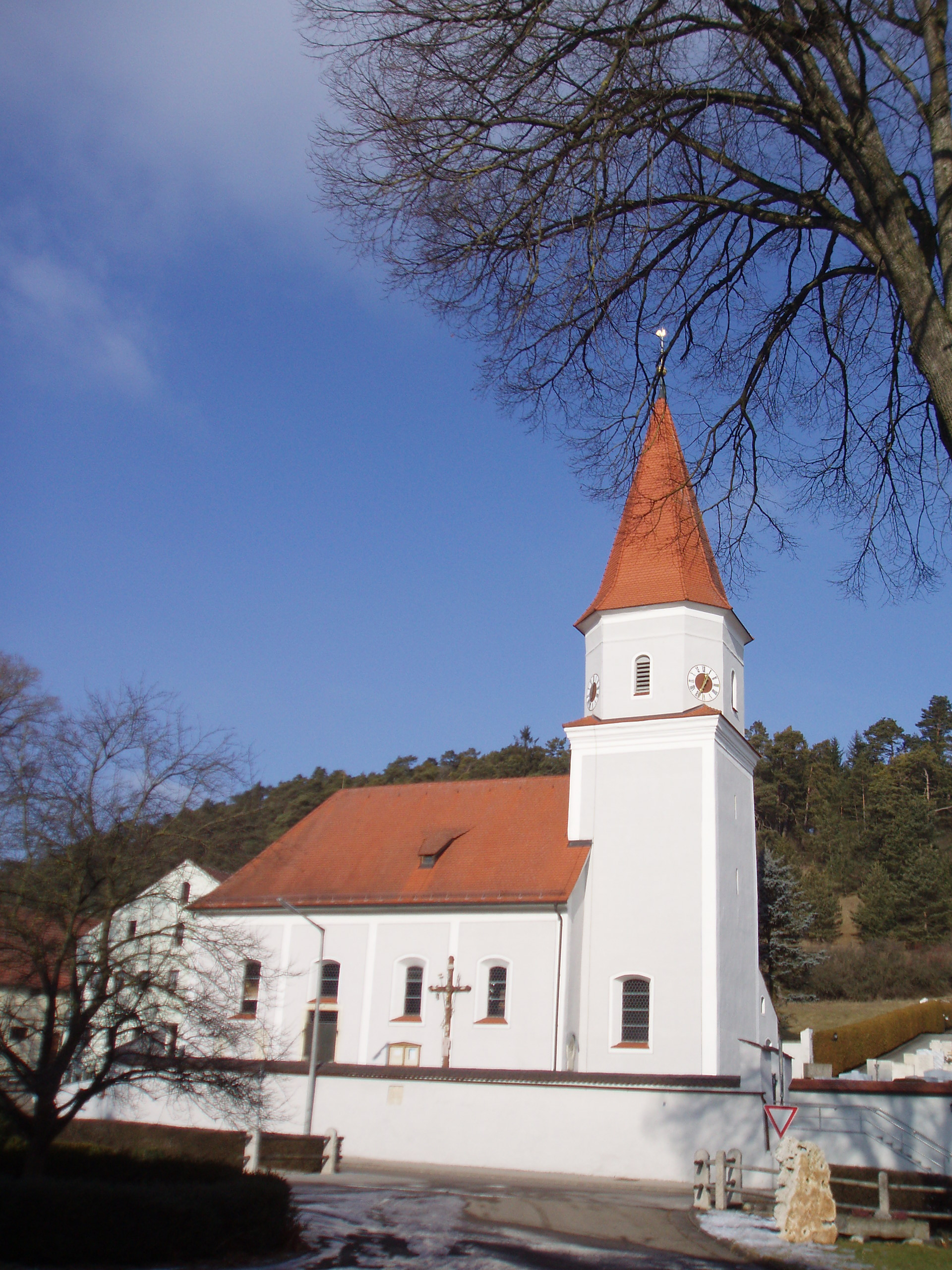
Kirche von Morsbach

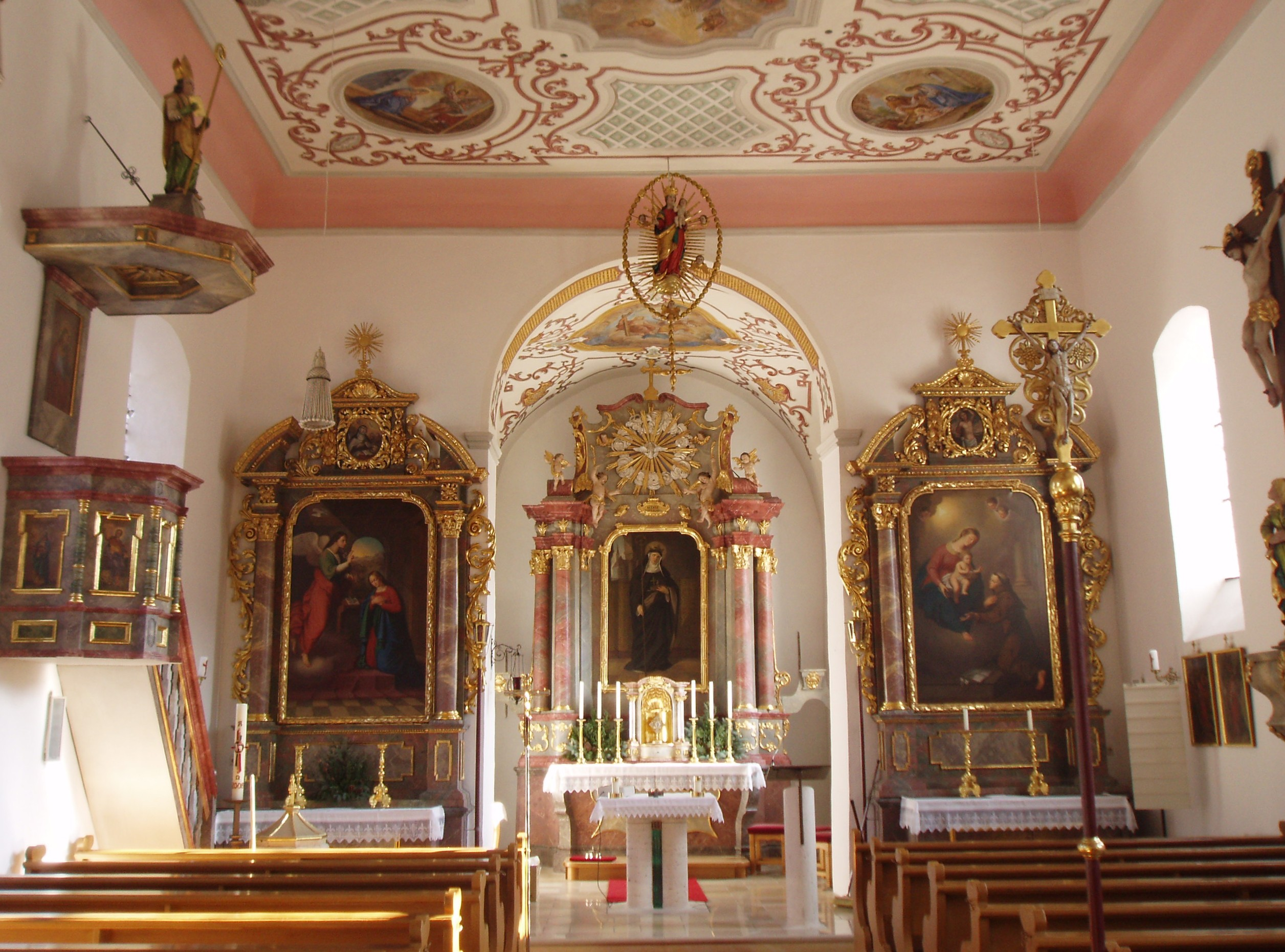
Kirche von Morsbach, Inneres

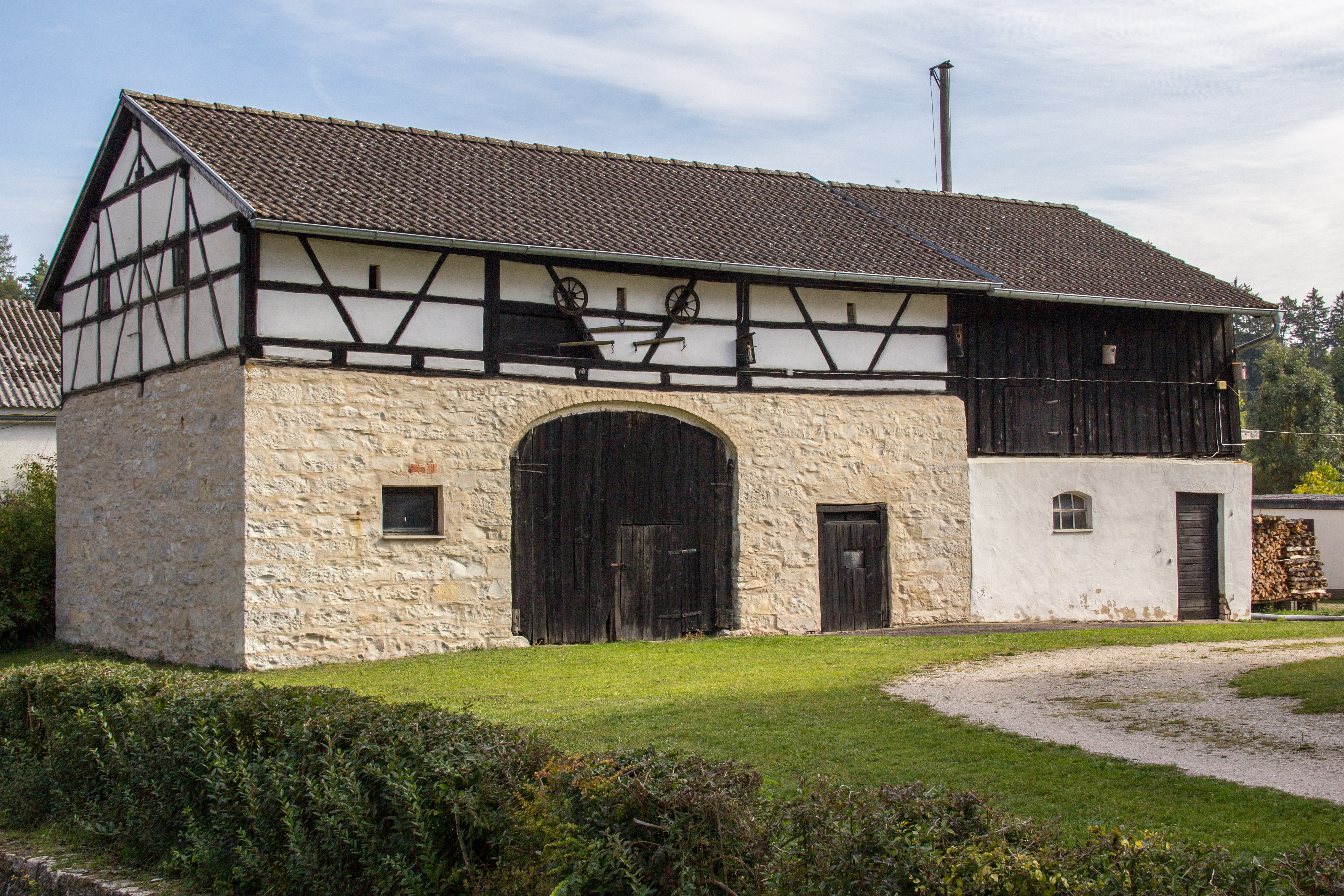
Denkmalgeschützte Scheune

## Geografische Lage
Das Dorf liegt im Norden des Landkreises Eichstätt im Tal des Morsbachs, eines wasserreichen linken Zuflusses der Anlauter. Das Pfarrdorf ist von der Bundesautobahn 9 über die Anschlussstelle Greding zu erreichen (Fahrtstrecke von der Anschlussstelle nach Morsbach: 9,5 Kilometer). Nachbarorte, in die von Morsbach aus direkte Straßenverbindungen führen, sind Emsing, Mantlach, Großnottersdorf und Grafenberg. Eine eingeschränkt für den motorisierten Verkehr freigegebene Straßenverbindung führt nach Esselberg. Der nächstgelegene Eisenbahnanschluss befindet sich in 16 Kilometer Entfernung in Kinding.

## Geschichte
Auf dem Fuchsberg bei Morsbach wurde ein vorgeschichtliches Grabhügelfeld mit elf sicheren und mehreren fraglichen Hügeln gefunden; einer der Hügel, 1890 geöffnet, ist durch Funde der Bronzezeit zuzuordnen.
In Morsbach saßen die Herren von Morsbach, die „Morsbacher“ oder „Morsbecken“, als Eichstätter Ministerialengeschlecht (siehe auch Liste bayerischer Adelsgeschlechter#M). Ihre rechteckige, von einem Wassergraben umgebene Burg, auch als Schloss bezeichnet, lag südöstlich der heutigen Kirche. 
Der Ort ist erstmals 1075 urkundlich erwähnt. 1140 übergab der Ministeriale Kuno von Morsbach seine Tochter zur Erziehung an das Kloster Weihenstephan, das bis 1242 noch ein Doppelkloster war, und beschenkte es dabei mit einem Gut in Morsbach. Um 1156 errichtete Konrad I. von Morsbach, der 1153 bis 1171 der 24. Eichstätter Bischof war, in „Rebedorf“ bei Eichstätt ein Augustiner-Chorherrenstift, wo er auch bestattet wurde. 1186 bestätigte Papst Urban III. dem Hochstift Besitz und Rechte in Morsbach. 1250 schenkte Graf Gebhard (VI.) von Hirschberg, Schutzvogt der Eichstätter Bischöfe, seinen Morsbacher Besitz an die Deutschherren-Kommende in Ellingen. 
In der Auseinandersetzung um das Hirschberger Erbe nach Ableben des letzten Hirschberger Grafen, Gebhard VII., wurde Morsbach 1305 Eichstätt zugesprochen; in diesem Zusammenhang ist von einer Teilung in Ober- und Untermorsbach die Rede. Seit dem Anfang des 14. Jahrhunderts besaßen die Herren von Morsbach die Krugsburg am Kruspelberg in Altendorf im Gailachtal als Eichstätter Lehen, das sie 1371 an das Hochstift Eichstätt verkauften. In Eichstätt selbst besaß das Geschlecht bis Anfang des 15. Jahrhunderts einen Hof, den Ulrich von Morsbach 1404 an den Bischof von Eichstätt verkaufte. 
Nach einer Erbteilung 1446 infolge des Todes des letzten Morsbacher Adeligen Kaspar I. wurden die acht Güter von „Obermorspach“ 1533 mit allen Rechten vom Heilig-Geist-Spital in Nürnberg erworben, während „Untermorspach“ 1550 unter Bischof Moritz von Hutten fürstbischöflicher Besitz wurde und dem fürstbischöflichen Richteramt Greding unterstellt wurde. Die Nürnberger Untertanen von Obermorsbach wurden in der Reformation evangelisch, aber durch Vertrag zwischen Eichstätt und Nürnberg 1649 wieder katholisch. An diesen Verhältnissen änderte sich nichts bis zur Säkularisation 1802 und dem Übergang an Bayern 1806. 
Bereits von 1696 an gab es in Morsbach ein Schulhaus für die Kinder aus Morsbach, Mantlach, Esselberg und Großnottersdorf. Bis zur Pfarrerhebung 1671 gehörte Morsbach zur Pfarrei Großhöbing. Am 17. Juni 1885 wurden Dorf und Flur von Morsbach von einem verheerenden Unwetter mit Hagelschlag heimgesucht, das in die Dorfgeschichte eingegangen ist.
1960 wurde das ab 1671 als Pfarrhof genutzte, 1732 von Johann Rigalia d. J. renovierte Schloss abgerissen und machte einem Pfarrhausneubau Platz. 1964 wurde eine Flurbereinigung durchgeführt. Im Rahmen der Gebietsreform wurde Morsbach am 1. Januar 1972 in den Markt Titting eingegliedert.

## Sehenswürdigkeiten
- Kirche: In Morsbach weihte der Eichstätter Bischof Gundekar II. im 11. Jahrhundert (um 1060?) eine Kirche. 1671 wurde Morsbach zur Pfarrei erhoben, die auch Esselberg, Mantlach und Großnottersdorf umfasste. Keine drei Jahrzehnte später musste die Kirche wegen Baufälligkeit abgetragen werden. 1696 bis 1701 entstand die heutige katholische Pfarrkirche St. Walburga als barocker Neubau. Das Turmobergeschoss mit seinem Helm anstelle der früheren Haube stammt von 1743. 1776 wurde die Holzdecke durch eine Weißdecke ersetzt, 1851 und 1856 von den Kirchenmalern Waibel und Werner mit Deckenbildern versehen. 1898 wurde die Kirche erweitert. 1948 erhielt der Turm ein neues Geläute von drei Stahl-Glocken. 1967 erfolgte eine Außen- und Innenrenovierung der Kirche. Im Innern sind ein viersäuliger Rokoko-Hauptaltar von 1760 mit jüngerem Altarblatt der hl. Walburga von Alois Süßmeier und weitere Barock- und Rokoko-Ausstattungsgegenstände zu sehen, unter anderem Büsten der Bistumsgründer Willibald und Walburga von 1710. Nach der Säkularisation wurden um 1810 Paramente aus dem ehemaligen Kloster Notre Dame in Eichstätt erworben. 1996 wurde ein neuer Volksaltar, geschaffen vom Eichstätter Bildhauer Günter Lang, geweiht. – Das Kriegerdenkmal, das an sieben im Ersten Weltkrieg gefallenen Morsbacher erinnert, stammt von 1923.

- Der 1672 errichtete Pfarrstadel besteht aus verputztem Bruchsteinmauerwerk mit Kalkplattendach, wie überhaupt der Ort noch eine Reihe von Legschiefergedeckten Altmühl-Jurabauten, zum Teil als Fachwerkbauten aufgeführt, aufweist.

## Sonstiges
Einwohnerentwicklung: 1706: 28 Familien; 1808: 27 Familien; 1833: 133 Einwohner; 1912: 161, 1938: 153, 1950: 184, 1973 zur Zeit der Eingemeindung: 155 Einwohner.
In der noch aktiven „Hainmühle“ am nordöstlichen Ortsrand gibt es einen Mühlen- und Hofladen. Auf dem Mühlengelände wird alljährlich zu Pfingsten ein Mühlenfest begangen.
Die katholische Pfarrei St. Walburga untersteht dem Pfarrer von Titting. Der letzte ordentliche Pfarrer verließ 1991 die Pfarrei. Seitdem wohnt in Morsbach jeweils für wenige Jahre ein ausländischer Geistlicher als Kaplan. 2000 wallfahrtete die Pfarrei zum 300. Mal nach St. Salvator in Bettbrunn, einem Gelöbnis aus der Pestzeit im 14. Jahrhundert nachkommend.
Im März feiert die Morsbacher Bruderschaft „Sieben Schmerzen Mariens“, gegründet 1711, ihr alljährliches Bruderschaftsfest als Hauptfest von Morsbach. 
In der 1966 für den Schulverband Morsbach, Mantlach, Großnottersdorf und Esselberg gebauten, 1984 aufgelassenen vierklassigen Schule betreibt der Kreisjugendring Eichstätt ein Jugendübernachtungshaus.
Das Dorfleben gestalten der 1903 gegründete Obst- und Gartenbauverein Anlautertal, der Schützenverein Morsbachtal, ein Krieger- und Kameradschaftsverein von 1921 sowie der 1987 entstandene Morsbacher Kirchenchor. Der Ort verfügt über ein Gasthaus mit Beherbergungsbetrieb.
Morsbach hat ein von Rektor Thomas Eff († 2005) gedichtetes Dorflied, das bei gesamtdörflichen Zusammenkünften erklingt.